# Pallamano a 11

Dimensioni di un campo da pallamano a 11, secondo le dimensioni adottate ai Giochi Olimpici di Berlino 1936. Confronto con un campo da calcio.

La pallamano a 11 era la forma originale dell'odierno sport della pallamano. La disciplina è stata uno sport olimpico in una sola occasione, nei Giochi Olimpici di Berlino 1936.
Lo sport è praticato su un campo d'erba (simile a un campo da calcio), tra i 90 e 110 metri di lunghezza e tra i 55 e 65 metri di larghezza. Ci sono due linee parallele a 35 metri dalla linea di porta, che dividono il campo in 3 sezioni, in ciascuna delle quali sono ammessi fino a 6 giocatori per ogni squadra. L'area di porta è una linea semicircolare di 13 metri di raggio, e la linea di punizione si trova a 14 metri dalla porta. Quest'ultima è larga 7,32 metri e alta 2,44.
Il pallone è lo stesso utilizzato nella variante a al coperto; le squadre si compongono di 11 giocatori (più 2 riserve). Il tempo di gioco è diviso in due periodi di 30 minuti ciascuno.
La pallamano al chiuso, inizialmente denominata anche "pallamano a 7", è cresciuta gradualmente in popolarità, sostituendosi man mano alla pallamano a 11. L'ultimo campionato mondiale di pallamano a 11 si disputò nel 1966.